# Zbyhněv
Zbyhněv (okolo 1070 – po 1112) byl polský kníže mezi léty 1102 až 1107 pocházející z rodu Piastovců.
Byl prvorozeným synem polského knížete Vladislava Heřmana. Jeho matkou byla 
Vladislavova první žena (ale možná jen milenka), Polka neznámého jména, se kterou se mohl oženit někdy před rokem 1073.
Jakožto (zřejmě) pololegitimní syn byl poslán do neurčeného německého kláštera (snad v Quedlinburgu); měl tak být vyloučen z následnictví. Zde získal nižší svěcení.
Po návratu do Polska jej Vladislav Heřman uznal prvorozeným synem. Po otcově smrti v roce 1102 si  spolu s nevlastním bratrem Boleslavem III. (nar. 1085) rozdělili vládu nad polským knížectvím. Zbyhněv získal severní území, zatímco Boleslav jih Polska. Již záhy ale vypukly mezi bratry spory a boje. V roce 1107 uprchl Zbyhněv do Čech, avšak dal na slib bratra o usmíření a vrácení území a vrátil se roku 1111 do Polska. Byl ihned zajat a oslepen. Ve vězení dožil zbytky svého života, těžkým zraněním podlehl pravděpodobně nedlouho po svém oslepení.